# Текстилно производство в област Сливен
Текстил е събирателно название за всички видове платове, произведени чрез плетене, тъкане или пресоване на различни естествени или изкуствени прежди. Сливен се развива като средище на текстилното производство още преди Освобождението на България.
С предене и тъкане сливенци се занимават и преди османското нашествие. Много добре са развити овощарството, кожарството, кожухарство, обущарство, иминиджийство, калпакчийство, сарачество и седларство. Произвежда се и коприна. Един от най-важните сливенски занаяти е тюфекчийството – изработване на пушки. В сливенския край има благоприятни условия за развитие на скотовъдство, овчевъдство, козарство и свинарство. От всички занаяти най-силно е развито абаджийството. Развиването и усъвършенстването на всички тези занаяти води до появата на първата фабрика в сливенските земи.

## История
Началото на текстилната индустрия в Сливен слага Добри Желязков, като през 1836 г. създава първата текстилна фабрика, която всъщност е първата фабрика на Балканите. През 1834 г. Добри Желязков преустройва къщата си на малка фабрика, като построява нови станове и дараци, увеличава числото на чарковете и започва работа с местни работници. Още същата година започва да произвежда здрави широки платове. През 1836 г. държавата сключва договор с него, с който се задължава да построи фабрика и да достави машини, а Желязков да набавя вълна, бои, химикали и работна ръка за производството. След смъртта на султана, Добри Желязков е премахнат от фабриката. До Освобождението фабриката остава милитаризирана.
След Освобождението в града не съществува никаква индустрия. През периода 1880 г. – 1894 г. се създават редица фабрики като: Търговско дружество „Напредък“, „Стефан Саръиванов и с-ие“, Акционерно дружество „Илия Г.Калов“, „Недев и Саръиванов“, фирмата „Цонев-Калови-Атанасови“, съоръжена е с белгийски машини, движени с водна сила и с необходимите дараци, чепкала, фитилни машини и др. През 1888 г. Г. Стефанов създава фабриката „Георги Стефанов и синове“ и започва производството на фини платове. Акционерно дружество „Андонов и Михайлов“ се създава през 1894 г. – започва подмяната на дървените станове с метални.
Това са част от старите сливенски вълнено-текстилни фабрики, които в продължение на няколко десетилетия изграждат облика на град Сливен като един от големите центрове на текстилна промишленост в България. Според доклада на управителя на Сливенския окръг за 1892 г. в „Сливен има 15 фабрики за сукна“.
След края на Първата световна война е построена нова вълненотекстилна фабрика от Стефан Кювлиев. Разцветът на текстилната индустрия в Сливен започва след 1903 г. През периода 1904-1912 г. текстилното производство се развива неимоверно бързо. Установява се напълно капиталистическия начин на производство. Рязко се намалява заетата работна сила.
В периода 1912 г. – 1919 г. настъпва икономическа криза. Производството е милитаризирано за фронта. Наемани са предимно жени и деца като работници. Единственото по-голямо предприятие, основано тогава е текстилната фабрика „Теню Петков“ през 1922 г. В периода на временна и частична стабилизация (1925-1929 г.) текстилното производство се разширява и модернизира. Внасят се 1750 машини, откриват се нови цехове и фабрики. През 1925 г. Цветана Бончева отваря в Сливен работилница за копринено тъкачество и ръчна бродерия. Сливен е един от градовете в България, в които най-рано се развива и фабричното производство на чорапи.
Скоро започва икономическа криза от 1929 г. до 1934 г., което води до затваряне на фабрики. Констатира се силно изоставане в развитието на тъкачните машини в сравнение с развитието на предачните машини.
Не след дълго фабриките продължават да се модернизират и да усвояват производството на по-фини и по-висококачествени тъкани. Това с пълна сила важи за фабриката „Мерино“. През 1946 г. производството се увеличава и през 1947 г. фабриката е национализирана заедно с много други фабрики, мини, банки. След национализирането на фабриките всяка една от тях получава нови имена с изключение на „Мерино“, „Лента“ и „Интърг“. Важна особеност на национализираната текстилна промишленост в този край е техническата ѝ изостаналост. По време на национализацията на промишлеността в Сливен има общо 9 предприятия за чорапи. Три от тях са създадени преди Първата световна война и веднага след нея.
След Втората световна война в Сливен се провежда голяма, генерална реконструкция на текстилните предприятие. След 1948/1949 г. вълнено-текстилните предприятия остават 10. Голям дял от производството има ДИП „Съби Димитров“. През 1966 г. са доставени 10 стана тип „Персийска“. През 1955 г. е създаден текстилния завод за чорапи „Добри Желязков“. Настъпва коренен прелом в усвояването на нови производства и разширяването производството на килими. През тези години текстилната индустрия е в разцвета си.
През 1984 г. се изпълват 150 години от основаването на първата фабрика на Д. Желязков-Фабрикаджията и 75 г. от създаването на комбината „Съби Димитров“. Предприятията, които работят по това време са „Георги Димитров“, „Съби Димитров“, „Добри Желязков“ и „Първи май“. Предприятията са предимно вълненотекстилни, по-малко са памукотекстилните. Няма друг град в България, където традициите в текстилното производство да са толкова силни, където производството да е навлязло толкова дълбоко в бита на хората, както в Сливенския край. Създава се първото текстилно училище в България и Музей на текстилната индустрия в Сливен. Построени са през 1906 г. Училището е създадено с цел да набави квалифицирани кадри за предприятията. Така под въздействието на суровинния фактор (вълна, химически влакна от Ямбол и др.) и работната сила, Сливен се формира като един от центровете на текстилната промишленост, специализиран в производството на вълнен, памучен текстил и килими.
Ограничаването на външните пазари с разпадането на СИВ определя и намаляването на заетостта и на обема на продукцията в отрасъла през последните 25 години, отбелязва се трайна тенденция към намаляване дела на текстилната и трикотажната промишленост в ОПП.

## Съвременно състояние
И днес едни от най-големите текстилни предприятия са на територията на Сливен - „Е. Миролио“, което има производствени бази също в Ямбол и Свищов, и „Декотекс Карпет“, приватизирано през февруари 1998 г. и водещо в производството на вълнени прежди, килими и настилки. Значително място заемат множеството малки фирми, произвеждащи хавлиени тъкани и изделия, чорапи и облекло.

## Предприятия, съществували в Сливенската текстилна промишленост
- Фабрика „Стефан Саръиванов и Сие“
- Фабрика „Цонев-Калови-Атанасови“
- Фабрика „Георги Стефанов и Синове“
- Акционерно текстилно дружество „Андонов и Михайлов“
- Акционерно дружество „Илия Калов“
- Фабрика за вълнени платове „Недев и Саръиванов“
- „Мерино“ АД за текстилна индустрия
- Фабрика за чисто вълнени платове „Братя Марин и Александър Маринкьови“
- Фабрика за вълнени платове „Стефан Кювлиев“
- Текстилна фабрика „Теню Петков“
- Фабрика „Иван Христов Ченков и Сие“